# Marius Grout
Marius Grout (født 8. november 1903 i Fauville-en-Caux, død 1. maj 1946 i Le Havre) var en fransk forfatter, der i 1943 fik Goncourtprisen for romanen Passage de l'Homme (da: Manden som besøgte os).